# Eduardo Peñalver
Eduardo M. Peñalver amerikai jogi oktató; 2014 és 2021 között a Cornell Egyetem Jogi Intézetének dékánja, 2021. július 1-je óta pedig a Seattle-i Egyetem rektora.
Alapdiplomáját a New York állambeli Cornell Egyetemen, mesterdiplomáját az oxfordi Oriel Főiskolán, doktori képesítését pedig a Yale Egyetemen szerezte. Egy ideig a Legfelsőbb Bíróság, valamint a Fellebbviteli Bíróság munkatársa is volt. Szakterületei az ingatlan- és a telekjog, valamint a vallásjog.

## Pályafutása
Oktatói pályafutását a New York-i Fordham Egyetem Jogi Intézetében kezdte, majd a Cornell Egyetem tanára, illetve a Harvard és a Yale óraadója. 2012 és 2014 között a Chicagói Egyetem Jogi Intézetének munkatársa volt, majd a Cornell Egyetem Jogi Intézetének dékánjává nevezték ki, amely tisztséget 2021-ig töltötte be.
Munkái a Yale Law Journalban, a Columbia Law Review-ban és a Cornell Law Review-ban is megjelentek, emellett öt ingatlanjogi könyvben is közreműködött.

## Művei

### Könyvek
- Eduardo Peñalver – Sonia Katyal: Property Outlaws: How Squatters, Pirates, and Protesters Improve the Law of Ownership. (angolul) New Haven (Connecticut): Yale University Press. 2010.  ISBN 978-030-0122-95-4 Hozzáférés: 2021. október 15.
- Eduardo Peñalver: Property and Community. (angolul) Szerk. Alexander Gregory. Oxford: Oxford University Press. 2010.  ISBN 978-019-5391-57-2 Hozzáférés: 2021. október 15.
- Eduardo Peñalver – Stewart Sterk: Land Use Regulation. (angolul) (hely nélkül): Foundation Press. 2011.  ISBN 978-159-9418-74-2 Hozzáférés: 2021. október 15.
- Joseph William Singer et al: Property Law: Rules Policies & Practices. (angolul) (hely nélkül): Aspen Books. 2014.  ISBN 978-145-4837-61-9 Hozzáférés: 2021. október 15.

### Tudományos publikációk
- Lee Fennell – Eduardo Peñalver:  Exactions Creep. (angolul)  Coase-Sandor Institute for Law & Economics Working Paper,  665. sz. (2013. december)  Hozzáférés: 2021. október 15.
- Oscar Liivak – Eduardo Peñalver:  The Right Not to Use in Property and Patent Law. (angolul)  Cornell Law Faculty Publications,  639. sz. (2013. szeptember 1.)  Hozzáférés: 2021. október 15.
- The Illusory Right to Abandon The Illusory Right to Abandon. (angolul)  Michigan Law Review,  CIX. évf.  2. sz. (2010)  Hozzáférés: 2021. október 15.
- Regulatory Taxings. (angolul)  Cornell Law Faculty Publications,  722. sz. (2004. december 1.)  Hozzáférés: 2021. október 15.

### Véleménycikkek
- The Obscure Case That Could Blow Up American Civil-Rights and Consumer-Protection Laws (angol nyelven). The Atlantic, 2021. március 25. (Hozzáférés: 2021. október 14.)
- Justice, Justice Shall You Pursue – Remembering Justice Ruth Bader Ginsburg ’54 (angol nyelven). Cornell Egyetem, 2020. szeptember 21. (Hozzáférés: 2021. október 14.)

## Fordítás
- Ez a szócikk részben vagy egészben  az   Eduardo Peñalver című angol Wikipédia-szócikk ezen változatának fordításán alapul.  Az eredeti cikk szerkesztőit annak laptörténete sorolja fel. Ez a jelzés csupán a megfogalmazás eredetét és a szerzői jogokat jelzi, nem szolgál a cikkben szereplő információk forrásmegjelöléseként.